# Джованні Рібізі
Антоніно Джованні Рібізі (англ. Antonino Giovanni Ribisi; нар. 17 грудня 1974) — американський актор, продюсер.

## Біографія
Народився 17 грудня 1974 року у місті Лос-Анджелес, Каліфорнія. Його мати, Гей (нар. Landrum) — менеджер акторів і письменників, а його батько, Альберт Ентоні Рібізі, — музикант.
У дитинстві актор отримав від однолітків прізвисько Ванні. У той час він знявся в одному з епізодів «Одружені... та з дітьми» і в титрах був позначений саме під цим ім'ям — Ванні Рібізі. Є братом-близнюком актриси Марісси Рібізі і братом Джини Рібізі, актриси озвучування. Дід Рібізі був сином фермерів з Сицилії.

## Приватне життя
Рібізі був одружений з Мерайєю О'Брайен з 18 березня 1997 року по 3 листопада 2001. У пари народилася дочка Лючія у грудні 1997 року. Її назвали на честь героїні опери італійського композитора Гаетано Доніцетті «Лючія ді Ламмермур».
Рібізі, як і його сестра, прихильник релігійно-філософського вчення Церкви саєнтології.

## Кар'єра
Рібізі почав свою кар'єру на телебаченні у ролі гостя на декількох шоу, в тому числі «Одружені... та з дітьми», «Чудові роки» та інші. Популярність прийшла до нього після участі в зніманні третього епізоду третього сезону серіалу «Секретні матеріали» під назвою «Д. П. О.» (в якому також знявся Джек Блек). Також відомий виконанням ролі Френка молодшого, брата Фібі Буфе (Ліза Кудров) в телевізійному серіалі «Друзі». Не так давно він з'явився в кількох епізодах «Мене звати Ерл», був висунутий в 2007 році на номінацію « Еммі» за цю роль.
Знявся у відеокліпі британської групи Keane — «Crystal Ball», який вийшов в усьому світі 21 серпня 2006 року. Він з'явився з Вайноною Райдер і  Джоном Рейлі в кліпі Jon Spencer Blues Explosion'S — «Talk About The Blues».
У вересні 2008 року він виступав двічі в телесеріалі «Антураж». 2009 року з'явився в культовому фільмі «Аватар» у ролі Паркера Селфріджа (англ. Parker Selfridge), головного адміністратора корпорації RDA на Пандорі. На 2020—2025 роки запланований вихід іще чотирьох частин фільму.
У 2015-2019 роках виконував головну роль у серіалі «Підлий Піт».

## Фільмографія
| Рік       | Фільм/ТБ                            | Роль                         | Примітки |
| --------- | ----------------------------------- | ---------------------------- | --- |
| 1985      | Зона сутінків (телесеріал)          | Тедді                        | ТВ: 1 Епізод |
| 1985-1989 | Залишений на Біверів                | Даффі Гатрі                  | ТВ: 15 Епізодів |
| 1987–1988 | Одружені... та з дітьми             | Тедді                        | ТВ: 2 Епізоди |
| 1987–1990 | Мої два тати                        | Корі Капкус                  | ТВ: 29 Епізодів Номінований: Young Artist Award, Best Young Actor                                                               |
| 1990–1991 | Цвіт                                | Мітчелл                      | ТВ: 2 Епізоди |
| 1991–1992 | Правила Девіса                      | Скіннер Баклі                | ТВ: 16 Епізодів |
| 1993      | Вбивця чірлідера                    | Піт Рейес                    | ТВ |
| 1993      | Чудові роки                         | Джефф Білінгс                | ТВ: 15 Епізодів Номінований: Young Artist Award, Best Young Actor                                                               |
| 1993      | The Commish                         | Джо Берк                     | ТВ: 2 Епізоди |
| 1993      | Сімейний альбом                     | Елвіс ДеМаттіс               | ТВ: 6 Епізодів |
| 1994      | Вокер, техаський рейнджер           | Тоні Кінгстон                | ТВ: 2 Епізоди |
| 1994      | Еллен                               | касир                        | ТВ: 1 Епізод |
| 1995      | Цілком таємно                       | Дарін Пітер Освальд          | ТВ: 1 Епізод |
| 1995      | У пагорбів є очі III                | Скотт                        | |
| 1996–2004 | Друзі (телесеріал)                  | Френк Буффе-молодший         | ТВ: 9 Епізодів |
| 1996      | Передмістя                          | Джефф                        | |
| 1996      | Те, що ти робиш!                    | Чад                          | |
| 1997      | Перше кохання, останні обряди       | Джо                          | |
| 1997      | Листоноша                           | бандит 20                    | |
| 1997      | Загублене шосе                      | Стів В.                      | |
| 1998      | Врятувати рядового Раяна            | Т-5 Медик Ірвін Уейд         | OSCF Award за найкращу роль Номінований: Премія Гільдії кіноакторів, Акторський ансамбль (спільно)                              |
| 1998      | Деяка дівчина                       | Джейсон                      | |
| 1999      | Інша сестра                         | Даніель МакМанн              | |
| 1999      | The Mod Squad                       | Пітер                        | |
| 2000      | У топці                             | Сет Девіс                    | Номінований: Teen Choice Awards                                                                                                 |
| 2000      | Дар                                 | Бадді Коул                   | Номінований: Незалежний дух за найкращу чоловічу роль другого плану Номінований: Сатурн за найкращу чоловічу роль другого плану |
| 2000      | Викрасти за 60 секунд               | Кіп Рейнс                    | |
| 2000      | Діви-самогубці                      | оповідач                     | тільки голос |
| 2001      | За словами Спенсера                 | Луїс                         | |
| 2002      | Небеса                              | Філіппо                      | Кінофестиваль у Пулі, найкращий актор                                                                                           |
| 2003      | База «Клейтон»                      | Кендалл                      | |
| 2003      | Холодна гора                        | Джуніор                      | |
| 2003      | Я люблю твою роботу                 | Грей Еванс                   | |
| 2003      | Труднощі перекладу                  | Джон                         | |
| 2003      | Шоу століття                        | солдат                       | |
| 2004      | Небесний капітан і світ майбутнього | Декстер "Декс" Дірборн       | Номінований: Saturn Award за найкращу чоловічу роль другого плану                                                               |
| 2004      | Політ Фенікса                       | Елліотт                      | |
| 2004      | Брати-суперники                     | Анджело Донніні              | |
| 2005      | Великий Білий тягар                 | Тед                          | |
| 2005-2009 | Мене звати Ерл                      | Ральф Маріано                | ТВ: 6 Епізодів |
| 2006      | Десятий і Вовк                      | Джо                          | |
| 2006      | Мертва дівчинка                     | Руді                         | |
| 2006      | Проблема собак                      | Соло                         | |
| 2007      | Садівник Едему                      | Вік                          | |
| 2007      | Ідеальний незнайомець               | Майлз Хейлі                  | |
| 2008      | Антураж                             | Нік                          | ТВ: 2 Епізоди |
| 2008      | Дух лісу                            | Кебола                       | |
| 2009      | Джонні Д.                           | Елвін Карпіс                 | |
| 2009      | Аватар                              | Паркер Селфрідж              | Номінований: Teen Choice Awards                                                                                                 |
| 2010      | Близький чоловік                    | Уейн Бірінг                  | |
| 2010      | Columbus Circle                     | Детектив Пол Джіарделло      | Крім того, виконавчий продюсер                                                                                                  |
| 2011      | Ромовий щоденник                    | Моберг                       | |
| 2012      | Контрабанда                         | Тім Бріггс                   | |
| 2012      | Тед                                 | Донні                        | |
| 2013      | Мисливці на гангстерів              | Конвей Кілер                 | |
| 2013      | Вако                                | Девід Кореш                  | |
| 2013      | Інша сторона                        | Шон Сплінтер                 | |
| 2014      | Сельма                              | Лі К. Уайт                   | |
| 2015—2018 | Підлий Піт (англ. Sneaky Pete)      | Піт Мерфі / Маріус Йосіповіч | |
| 2016      | Погана партія                       | Боббі "Крикун"               | |
| 2018      | Мільйон маленьких шматочків         | Джон                         | |
| 2022      | Аватар: Шлях води                   | Паркер Селфрідж              | |
| 2022      | Пропозиція                          | Джо Коломбо                  | |
| 2024      | Горизонт: Американська сага         | Роланд Бейлі                 | |
| 2025      | Аватар: Вогонь і попіл              | Паркер Селфрідж              | |
| 2029      | Аватар 4                            | Паркер Селфрідж              | |
| 2031      | Аватар 5                            | Паркер Селфрідж              | |